# Desa Sangkanayu (administrativ by i Indonesien, lat -7,27, long 109,32)
Desa Sangkanayu är en administrativ by i Indonesien.   Den ligger i provinsen Jawa Tengah, i den västra delen av landet, 300 km öster om huvudstaden Jakarta.